# Bromargyrit
Bromyrit hay bromargyrit là một dạng khoáng vật tự nhiên của bạc bromide, được tìm thấy chủ yếu tại Mexico và Chile. Độ cứng của nó là khoảng 1,5 - 2,0. Có liên quan tới các khoáng vật như chlorargyrit, iodyrit và là thành viên của nhóm chlorargyrit.
Khoáng vật này được mô tả lần đầu năm 1859 đối với biểu hiện khoáng vật tại Plateros, Zacatecas, Mexico nơi nó xuất hiện trong khoáng sàng bạc như là sản phẩm oxy hóa của các khoáng vật quặng gốc. Nó xuất hiện trong các môi trường khô với bạc tự nhiên, iodargyrit và smithsonit cùng với các khoáng vật oxit sắt và mangan. Nóng chảy ở 434 °C.

## Từ nguyên
Tên gọi bromargyrit lấy theo tên gọi các nguyên tố thành phần của nó là brom (tiếng Hy Lạp bromos - "mùi hôi thối") và bạc (tiếng Latinh, argentum). Trong tiếng Trung nó được gọi là 溴银矿 (xú ngân khoáng).